# Zizaniopsis microstachya
Zizaniopsis microstachya är en gräsart som först beskrevs av Christian Gottfried Daniel Nees von Esenbeck, och fick sitt nu gällande namn av Johann es Christoph Christian Döll och Paul Friedrich August Ascherson. Zizaniopsis microstachya ingår i släktet Zizaniopsis och familjen gräs. Inga underarter finns listade i Catalogue of Life.